# Rudolf Goldscheid
Rudolf Goldscheid, född 12 augusti 1870, död 6 oktober 1931, var en österrikisk filosof.
Goldscheid företrädde en evolutionistisk ståndpunkt och behandlade särskilt sociologiska och socialpolitiska spörsmål i utpräglat reformvänlig anda. Hans huvudarbete var Höherentwicklung und Menschenökonomie (1911).